# Mšice hlohová
Mšice hlohová (Dysaphis crataegi) je mšice poškozující listy rostlin sáním. Mšice hlohová je řazena do čeledě mšicovití (Aphididae) , řádu polokřídlí (Hemiptera). Je používán i původní název Yezabura crataegi (Kaltenbach, 1843).

## Taxonomie
Poddruhy:
- Dysaphis crataegi aethusae (Börner, 1950)
- Dysaphis crataegi crataegi (Kaltenbach, 1843)
- Dysaphis crataegi kunzei (Börner, 1950)
- Dysaphis crataegi siciliensis (Theobald, 1927)

## EPPO kód
DYSACR

## Výskyt
Evropa a Severní Amerika

## Popis
Bezkřídlé živorodé samičky bývají šedozelené barvy, okřídlené jsou černé., 1,5 - 2,5 mm dlouhé. Podle jiných zdrojů bezkřídlé živorodé samičky bývají šedožluté nebo šedozelenavé barvy, ojíněné, a okřídlené živorodé samičky jsou červené s černými skvrnami.

## Hostitel
- hloh jednosemenný – primární hostitel (Crataegus monogyna)
- mrkev obecná, petržel, miřík celer, kopr – sekundární hostitel.[4]

## Příznaky
Mšice na listech, zbarvení listů, deformace listů, vyklenutí deformovaného listu miříkovitých směrem dolů, u miříkovitých poškození listů a kořene.

## Význam
Snižování listové plochy, úhyn mladých rostlin, znehodnocení kořene.

## Biologie
Mšice má několik generací během roku, z vajíček na hlohu se líhnou na jaře samice. Populace na počátku léta migruje na dalšího hostitele. Na podzim se stěhuje zpět na primárního hostitele. Přezimují černá vajíčka.

## Ekologie
Lesy, parky, zahrady. Predátoři: slunéčka, střevlíci, dravé ploštice, zlatoočky, larvy pestřenek a bejlomor rodu Aphidoletes, pavouci a další.